# Ritka fájl
A ritka fájl vagy sparse fájl olyan fájl, amiben az üres (zéró értékű bájtokkal feltöltött) helyeket csak metaadatok szimbolizálják, nem foglalnak ténylegesen sok helyet a fájlrendszerben. A legtöbb modern fájlrendszer támogatja, így például az ext3 vagy az NTFS is.
Ez azért hasznos, mert lefoglalhatunk egy fájlnak akár 200 MB helyet is, amíg a fájl üres, csak néhány kilobájt helyet foglal háttértáron. Ha megnézzük egy ilyen fájl tulajdonság lapját, láthatjuk, hogy két méret van feltüntetve:

size: „méret” – mekkora hely van lefoglalva az adott fájl részére (200 MB)

size on disk: „lemezterület” – a fájl tényleges helyfoglalása a háttértárolón (1 MB).
A ritka fájlok hátrányai közé tartozik, hogy könnyen töredezetté válhatnak, a kezelésükre fel nem készített fájlkezelő programok pedig könnyen a teljes, „tömörítetlen” méretben másolhatják őket.
Microsoft Windows alatt az fsutil parancssori alkalmazással kezelhetők.

## Külső hivatkozások
- NTFS Sparse Files For Programmers Archiválva 2016. június 26-i dátummal a Wayback Machine-ben
- Creating sparse files in Windows XP Professional using fsutil
- Creating sparse files in Solaris using mkfile
- Understanding Sparse File Sizes in Database Snapshots
- Detecting holes in sparse files